# لورانس اريك تايلور
لورانس اريك تايلور (بالإنجليزية: Lawrence Eric Taylor)‏ هو محامي أمريكي، ولد في 1 أبريل 1942.